# Ferdinand von Arlt
Carl Ferdinand Ritter von Arlt, född 18 april 1812 i Obergraupen, Böhmen, död 7 mars 1887 i Wien, var en österrikisk oftalmolog.
Arlt var 1849-56 professor vid Karlsuniversitetet i Prag och 1856-83 vid Wiens universitet. Han var en av sin tids främsta ögonläkare. Han var från 1855 en av redaktörerna för "Archiv für Ophthalmologie". Efter hans död utkom hans självbiografiska anteckningar (1887).